# Andrea Bellandi
Andrea Bellandi (ur. 22 października 1960 we Florencji) – włoski duchowny katolicki, arcybiskup Salerno-Campagna-Acerno od 2019.

## Życiorys

### Prezbiterat
Święcenia kapłańskie otrzymał 4 kwietnia 1985 i został inkardynowany do archidiecezji Florencji. Pracował głównie we florenckim studium teologicznym. W 2014 mianowany wikariuszem generalnym archidiecezji.

### Episkopat
4 maja 2019 papież Franciszek mianował go arcybiskupem ordynariuszem archidiecezji Salerno-Campagna-Acerno. Sakry udzielił mu 6 lipca 2019 kardynał Giuseppe Betori.